# Baanwielrennen op de Paralympische Zomerspelen 2020 - Tijdrit mannen B
De baanwielrennen Tijdrit mannen B tijdens de Paralympische Zomerspelen 2020 vond plaats in de Izu Velodrome, Japan. Deze klasse is voor de renner die blind of slechtziend is, zij rijden op een tandem samen met een renner zonder handicap (de piloot). 

## Uitslag
| #      | Heat | Renners | Renners                                              | tijd     | tijd |
| ------ | ---- | ------- | ---------------------------------------------------- | -------- | ---- |
| Goud   | 10   | GBR     | Neil Fachie Matt Rotherham piloot                    | 58.038   | WR   |
| Zilver | 9    | GBR     | James Ball Lewis Stewart piloot                      | 59.503   |      |
| Brons  | 7    | FRA     | Raphaël Beaugillet François Pervis piloot            | 1:00.472 |      |
| 4      | 8    | GER     | Kai Kruse Robert Förstemann piloot                   | 1:00.554 |      |
| 5      | 6    | IRL     | Martin Gordon Éamonn Byrne piloot                    | 1:01.545 |      |
| 6      | 5    | ESP     | Adolfo Bellido Guerrero Eloy Teruel Rovira piloot    | 1:04.061 |      |
| 7      | 4    | ARG     | Maximiliano Ramon Gomez Sebastián José Tolosa piloot | 1:05.178 |      |
| 8      | 3    | SGP     | Tee Wee Leong Ang Kee Meng piloot                    | 1:10.886 |      |
| 9      | 2    | HUN     | Róbert Ocelka Gergely Nagy piloot                    | 1:12.388 |      |
| 10     | 1    | GHA     | Frederick Assor Rudolf Mensah piloot                 | 1:24.618 |      |